# Rexona
Rexona — австралійський бренд дезодорантів та антиперспірантів, який належить британсько-нідерландській компаніï Unilever. Він відомий як Sure у Великій Британії та Ірландії, Degree у Сполучених Штатах і Канаді, Rexena в Японії та як Shield у Південній Африці.

## Історія
Rexona була розроблена в 1908 році австралійцем Семюелем Фуллером Шеффером і його дружиною Еліс. Тоді було запущено оригінальну лінію, яка включала крем для гоління, готельне мило, лікувальне мило та мазь, яка стала найбільшим активом компанії з найбільшим оборотом. Мазь вважалася надійним засобом від усіх шкірних висипів і подразнень, екземи, вугрів, синців, обмороження, потрісканих рук, радикуліту, свербежу, незначних кровотеч, порізів і укусів комах.
У 1960 році Rexona представила свій перший дезодорант, який спочатку був запущений у Фінляндії, а потім і в решті світу. Пізніше бренд буде відомий як Degree у Сполучених Штатах. У наступні десятиліття Rexona зарекомендувала себе як один із найбільших брендів антиперспірантів у світі.
Unilever придбала австралійську компанію в 1989 році та згодом інтегрувала її до своєї глобальної лінійки брендів особистої гігієни.
Бренд був спонсором команд Williams та Lotus на змаганнях Формула 1, а також футбольних команд Челсі, Вулвергемптон Вондерерз, Саутгемптон та Манчестер Сіті. Бренд також спонсорував таких спортсменів, як тенісистка Штеффі Граф, новозеландська команда з регбі All Blacks Rugby, південноафриканська команда Springboks, канадець Даррен Берреклот, чемпіон з тенісу Девід Налбандян і футболісти Неймар і Хав'єр Маскерано.